# Hoplopleura affinis
Hoplopleura affinis – gatunek wszy z rodziny Hoplopleuridae. Powoduje wszawicę. Występuje na różnych gatunkach drobnych gryzoni dzikich, najczęściej na różnych przedstawicielach myszowatych. Najczęstszym żywicielem jest mysz polna (Apodemus agrarius), również często wszy te pasożytują na Apodemus chevrieri, myszy leśnej (Apodemus flavicollis), Apodemus speciosus, myszy zaroślowej (Apodemus sylvaticus).
Samica długości 1,1 mm, samiec mniejszy 0,95 mm. Wszy te mają ciało silnie spłaszczone grzbietowo-brzusznie. Samica składa jaja zwane gnidami, które są mocowane specjalnym "cementem" u nasady włosa. Rozwój osobniczy trwa po wykluciu się z jaja około 14 dni. Pasożytuje na skórze. Występuje na terenie Europy, Azji.